# 東安駅爆破事件
東安駅爆破事件（とうあんえきばくはじけん）は、1945年8月10日に満州国東満省東安市（現在の中華人民共和国黒竜江省密山市）の南満洲鉄道東安駅で、野積みされていた日本陸軍の弾薬が爆発した事件である。駅構内にはソ連対日参戦による避難民多数が乗った列車が停車中で、100人以上の死者が出た。日本軍が備蓄弾薬の鹵獲を防ぐために爆破処分した際に起きた事故と見られるが、詳細は不明である。現在の地名から、密山駅爆破事件とも呼ばれる。

## 事件経過
ソ連対日参戦翌日の1945年（昭和20年）8月10日朝、東安駅（現在の密山駅）では最後の避難列車が出発準備中だった。停車中の避難列車3本のうち2本までは無事に発車した。最終列車は、満鉄駅員の回想によれば前後に機関車を連結した30両近い長大な編成で、駅中央の6番線に停車していた。最終列車には黒咀子開拓団の避難民880人などが乗車していた。
駅員は最終列車発車前に1番線脇の駅舎や倉庫に火を放った。最終列車以外が発車した後に着火したという証言があるが、1番線で待機中の列車に乗っていたが駅舎や倉庫の火災が熱いため6番線の列車に移ったとする証言もある。
給水塔や鉄橋の破壊作業をしていた兵士の乗車に時間がかかったが、ようやく駅員も含め全員が6番線の最終列車に乗車して発車サインが出された。しかし、編成が長過ぎて列車はなかなか動きださず、5-6分も構内に停滞するうち、13番線脇に雨除けシートをかけて野積みされていた日本軍の弾薬が爆発した。爆発前、数人の日本兵が弾薬の山に放火したのが目撃されている（詳細は#爆発の原因参照）。取材した駅員の回想によるとして、激しい爆風を受けて、爆発地点に最も近い中間部分の無蓋貨車3両が横転したとされる。これに対し、機関車と前から何両かが吹き飛んだとする乗客当事者の証言もある。いずれにせよ、多数の乗客が吹き飛ばされて死傷した（死者数は#犠牲者参照）。
横転車両の部分から列車は切断され、うち前方部分はそのまま発車した。後方部分も横転車両を除いて再編され、約2時間後に生存乗客や残留駅員を乗せて発車した。しかし、前方部分は東海駅、後方部分も西東安駅でソ連軍機の空襲を受けていずれも放棄され、すぐに徒歩での避難に切り替わった。前方部分に乗車していたグループは、牡丹江市へ歩く途中、8月11日にソ連戦車の攻撃を受けて四散し、死者・行方不明者など40人を出した。これに対して、機関車が吹き飛んだとする証言では、昼ごろ、あらためて来た別の機関車に、残りの避難列車がつながれ、動き出したとする。

## 背景
東満省の中心都市である東安市には、日ソ開戦時に一般人9千人と軍人家族6百人の日本の民間人が居住していたが、開戦後に鉄道などを利用して避難が始まり、事件発生時には大半が去った後であった。入れ替わりに、さらに北の虎林方面から黒咀子開拓団の避難民が入ってきていたため、事件に遭遇することになった。黒咀子開拓団は虎林北方8kmに入植していた満蒙開拓移民で、日ソ開戦時の所属人員は1200-1300人程度と推定され、その2/3を石川県出身が占める。開拓団員のうち260人は軍に召集中であった。開拓団の人数を1560人とする資料もあるが、軍への応召者を二重に集計した誤った数値と考えられる。応召者を除く1000人余りは8月9日から避難を開始し、満鉄虎林線を使う鉄道隊2個と馬車隊に分かれて避難を図った。そのうちの主力880人（全て女性・年少者・高齢者）を乗せた鉄道第2隊が9日午後10時に東安駅に到着し、列車の編成替えまたは前程の情勢悪化のため、10日朝まで滞留していた。
また、東安は日本陸軍の関東軍第5軍司令部の所在地で、貨物廠などがあり、東安駅にも軍需輸送を管理する停車場司令部が置かれていた。ただし、東安付近の日本軍部隊主力は対ソ開戦直前に牡丹江方面へ後退済みで、事件当時は、独立守備隊や特務機関、憲兵隊などを集成した少数の警備隊が残留していた。軍施設は焼却処分が進んでいた。
東安駅は、南満州鉄道虎林線の中間にある主要駅で、構内には13本の線路が引かれた構造だった。虎林線は国境の虎頭駅と林口駅を結ぶ路線で、林口で図佳線に接続している。爆発物が脇に積まれていた東安駅13番線は軍専用だった。駅員の記憶では、積まれていたのは6月頃から朝鮮半島へ鉄道輸送を開始した箱詰めの50kg航空爆弾の一部やビール瓶程度の大きさの弾薬類であったという。

## 爆発の原因
弾薬が発火した原因は、日本陸軍が撤退に際して、ソ連軍による鹵獲を防ぐため爆破処分したとするのが一般的である。ただ、具体的な担当者が誰であったかは現在も特定されていない。作家の角田房子は、まだ上官命令が絶対だった時期であったのだろうが、「即刻、爆破せよ」と命じられてそのまま爆破したのであれば、至近距離に避難民を満載した列車があることは何ら顧慮に値しなかったのだろうかと嘆いている。
駅員の証言として、憲兵が発車時刻の確認をしており、4人の憲兵がホーム上で打ち合わせした後にうち2人が放火したという。さらに、ある避難民女性の目撃証言として、白い腕章を巻いた憲兵と思われる日本兵3人が弾薬に放火したという話、その避難民女性が後に実行を指揮した元憲兵と偶然知り合ったと証言していることなどから、憲兵が処分を実行したとする説がある。しかし、戦後に作家の松原一枝の調査に応じた別の元東安憲兵隊員の一人は、駅の爆発物の存在も知らないとして憲兵の関与を否定している。
その後、2005年（平成17年）になって、東安駅司令部所属の下士官だった人物が、自身が弾薬処分を実行したと名乗り出ている。この証言によると、駅司令部の残留要員5人が、そのうちの士官の指揮で弾薬に放火したという。
なお、東安憲兵隊関係者は、ソ連軍が送り込んだスパイによる犯行の可能性を指摘していた。

## 犠牲者
敗戦の混乱の中で発生した事件のため、犠牲者数には諸説ある。
最も正確な調査と言われる『石川県満蒙開拓史』掲載の名簿によると、この事件による死者は125人、行方不明者11人である。石川県復員連絡事務所の調査報告では、鉄道第2隊880人の主力を占めた石川県出身者690人のうち、
事件による死者71人・生死不明14人・残留孤児5人となっている。富山県世話係の調査によると、富山県出身の犠牲者は即死・後に死亡・行方不明計58人である。気絶して現場に取り残されて遺体収容に参加した避難民女性によると、駅構内にあった遺体は40-50体で、傷が原因で後に死亡した者を含めても死者の総数はせいぜい100人程度ではないかと言う。
他方、もっと多数の犠牲者が出たとする説もあり、死者数を700人以上あるいは約1000人などとしている。角田房子は、負傷者を含むこととなる死傷者数として700人としている。松原一枝は、爆破事件以外の原因で生じた死者等まで混同されたために、異なった数字となったのではないかと推測している。前述のように鉄道第2隊からは爆発後の避難行でも戦闘による死者等が出ているほか、馬車隊でもソ連軍に収容されるまでに40人が戦闘などで死亡または行方不明となった。ソ連軍による収容後の餓死者やチフス流行による病死者も非常に多い。『石川県満蒙開拓史』掲載の表では、石川県出身の黒咀子開拓団員851人中で死者・行方不明者557人とし、うち半数以上の291人が牡丹江でソ連軍の管理下に入って以後に発生したとされている。
事件に遭遇した子供の一部は、実親の死亡などの事情で現地の中国人に引き取られ、中国残留孤児となった。日本政府の帰国支援事業により肉親と再会できた者もある。